# Miconia longisepala
Miconia longisepala är en tvåhjärtbladig växtart som beskrevs av Henry Allan Gleason. Miconia longisepala ingår i släktet Miconia och familjen Melastomataceae. Inga underarter finns listade i Catalogue of Life.